# Glenn Shadix
William Glenn Shadix Scott (Bessemer (Alabama), 15 april 1952 - Birmingham (Alabama), 7 september 2010) was een Amerikaans acteur. Hij was bekend om zijn rol als Otho Fenlock in de film Beetlejuice van regisseur Tim Burton en als stem van de burgemeester van Halloween Town in The Nightmare Before Christmas.
De achternaam Scott werd toegevoegd nadat zijn moeder hertrouwde. Met de film Beetlejuice (1988) kwam zijn doorbraak als acteur, waar Shadix tevens bevriend raakte met Tim Burton. Ze maakten nog twee films samen: The Night Before Christmas (1993) en de remake van Planet of the Apes (2001). Verder deed hij stemrollen in enkele videogames.

## Filmografie
- The Postman Always Ring (1981)
- Student Exchange (1987)
- Sunset (1988)
- Beetlejuice (1988)
- Parent Trap: Hawaiian Honeymoon (1989)
- Heathers (1989)
- Nightlife (1989)
- In the Director's Chair: The Man Who Invented Edward Scissorhands (1990)
- Meet the Applegates (1990)
- Bingo (1991)
- Sleepwalkers (1992)
- The Nightmare Before Christmas (1993)
- Demolition Man (1993)
- Love Affair (1994)
- It Runs in the Family (1994)
- Dark Side of Genius (1994)
- Locals (1994)
- The Empty Mirror (1996)
- Multiplicity (1996)
- Dunston Checks In (1996)
- Sammy the Screenplay (1997)
- Sparkler (1997)
- Men (1997)
- Chairman of the Board (1998)
- Bartok the Magnificent (1999)
- Storm (1999) (1999)
- The World of Stainboy (2000)
- More Dogs Than Bones (2000)
- Red Dirt (2000)
- Planet of the Apes (2001)
- Fast Sofa (2001)
- Shut Yer Dirty Little Mouth (2001)
- The Day the Dolls Struck Back (2002)
- Sol Goode (2003)
- Tracey Ullman in the Trailer Tales (2003)
- Rose's (2003)
- To Kill a Mockumentary (2004)
- The Final Curtain (2007)
- Tom Cool (2009)
- Finding Gauguin (2010)
- The Little Engine That Could (2011, niet op aftiteling)

## Televisieseries
- The Golden Girls (1987)
- Roseanna (1989)
- On the Television (1989)
- Empty Nest (1991)
- Seinfeld (1991)
- Cheers (1992)
- Night Court (1992)
- The John Larroquette Show (1993)
- The Fresh Prince of Bel-Air (1993)
- Tattooed Teenage Alien Fighters from Beverly Hills (1994-1995)
- Aaahh!!! Real Monsters (1994)
- Dinosaurs (1994)
- Dave's World (1994)
- Hercules: The Legendary Journeys (1995-1997)
- 1996 The Mask (1995)
- Life with Louie (1995)
- Quack Pack (1996)
- Extreme Ghostbusters (1997)
- Cow and Chicken (1997)
- Duckman: Private Dick/Family Man (1997)
- Tracey Takes On... (1998)
- Ladies Man (1999)
- Thanks (1999)
- Sabrina, the Teenage Witch (1999)
- Jackie Chan Adventures (2001-2002)
- ER (2001)
- Time Squad (2001)
- Providence (2002)
- Carnivàle (2003-2005)
- Lilo & Stitch: The Series (2003)
- The Batman (2004)
- Teen Titans (2005-2006)
- Justice League Unlimited (2005)
- Xiaolin Showdown (2005)

## Videogames
- The Nightmare Before Christmas: Oogie's Revenge (2004)
- Kingdom Hearts II (2005)
- Kingdom Hearts II: Final Mix+ (2007)